# Pasaje (música)
En terminología musical, el pasaje, o en italiano passaggio, o también zona de pasaje, paso de registro o paso de voz, se utiliza en el canto vocal clásico para describir el rango de frecuencias producidas durante la emisión de la columna de sonido en el que se verifican cambios relevantes y problemáticos en el registro de la voz cantada. No se trata de un punto físico sino de un rango de frecuencias de sonido. 
En la parte baja del pasaje se encuentra la denominada voz de pecho o registro de pecho con el que cualquier cantante produce un sonido potente y grave y en su parte alta se encuentra la denominada voz de cabeza o registro de cabeza. 
Según el barítono y maestro de canto Manuel Vicente García (1805-1906):

El registro es una serie de sonidos homogéneos consecutivos producidos por un mecanismo, esencialmente a partir de otra serie de sonidos igualmente homogéneos producidos por otro mecanismo, cualesquiera sean las modificaciones en el timbre y la fuerza que puedan ofrecer.
Manuel García

Uno de los objetivos fundamentales en la formación del canto clásico es conseguir mantener el timbre de la voz a lo largo de toda la tesitura del cantante: salvo raras excepciones, solo una voz suficientemente entrenada mediante formación de canto específica, es capaz de superar el pasaje sin problemas y llegar a emitir un sonido potente y correctamente resonante en la parte alta del registro vocal. Para lograrlo, la voz en registro de pecho se debe preparar para entrar en el registro de cabeza superando el registro de falsetto mediante la necesaria cobertura de la nota y la máxima direccionalidad del sonido hacia atrás, lo que se define como la vuelta del sonido.
La escuela histórica de canto distingue un primer y un segundo passaggio conectados mediante la denominada zona de pasaje tanto en la voz masculina como en la femenina. 
Según el legendario tenor catalán Francisco Viñas:

Al pasar la voz de una a otra octava, se observa que la laringe se contrae bruscamente, lo que ha contribuido a alimentar la creencia de que existe como una línea divisoria que parte por la mitad la extensión total y que llaman paso de la voz, punto de unión entre los dos registros imaginarios... es grave error fijar por igual en todas las voces la nota exacta donde debe producirse este paso. No obstante, es muy cierto que, estudiando a la moderna, la contracción [de la laringe] se hace sensible en una de las tres notas siguientes: re, mi, fa de la clave de sol.
Francisco Viñas

Y, como ejemplo, también Viñas propone resolver el problema de la siguiente manera: preparando grado a grado desde las cuatro o cinco notas que preceden al paso de voz, 

...sombreando el sonido, pero sin exagerar; auxiliándose con la vocal A, pero poniendo atención en dar a su timbre tanta redondez y color de O recogida, que obligue a la laringe a tomar posición estable casi desde las primeras notas de la gama y disminuyendo un poco la abertura de la boca hasta haber superado el famoso paso imaginario.
Francisco Viñas

Y al respecto añadía:

Si obligamos al aspirante cantor inexperto a emitir una nota cualquiera del registro de pecho con voz fuerte y hacemos que vaya disminuyéndola cuanto sea posible hasta el pianísimo infinito, por lo general, llegado a cierto límite del smorzando -desvanecimiento del sonido con retención del tempo-, acabado el dominio de las cuerdas naturales, el discípulo, especialmente si posee voz robusta, encontrará tales dificultades que la laringe habrá de resistirse violentamente contrayéndose; y pudiendo más que la voluntad, se producirá de súbito por esta causa el crack inevitable, una rotura. A esto sí que con fundada razón podemos llamar paso de voz.
Francisco Viñas